# Monhystera disjuncta
Monhystera disjuncta är en rundmaskart som beskrevs av Bastian 1865. Monhystera disjuncta ingår i släktet Monhystera och familjen Monhysteridae. Arten är reproducerande i Sverige. Inga underarter finns listade i Catalogue of Life.